# Bruderschaft von Belchite

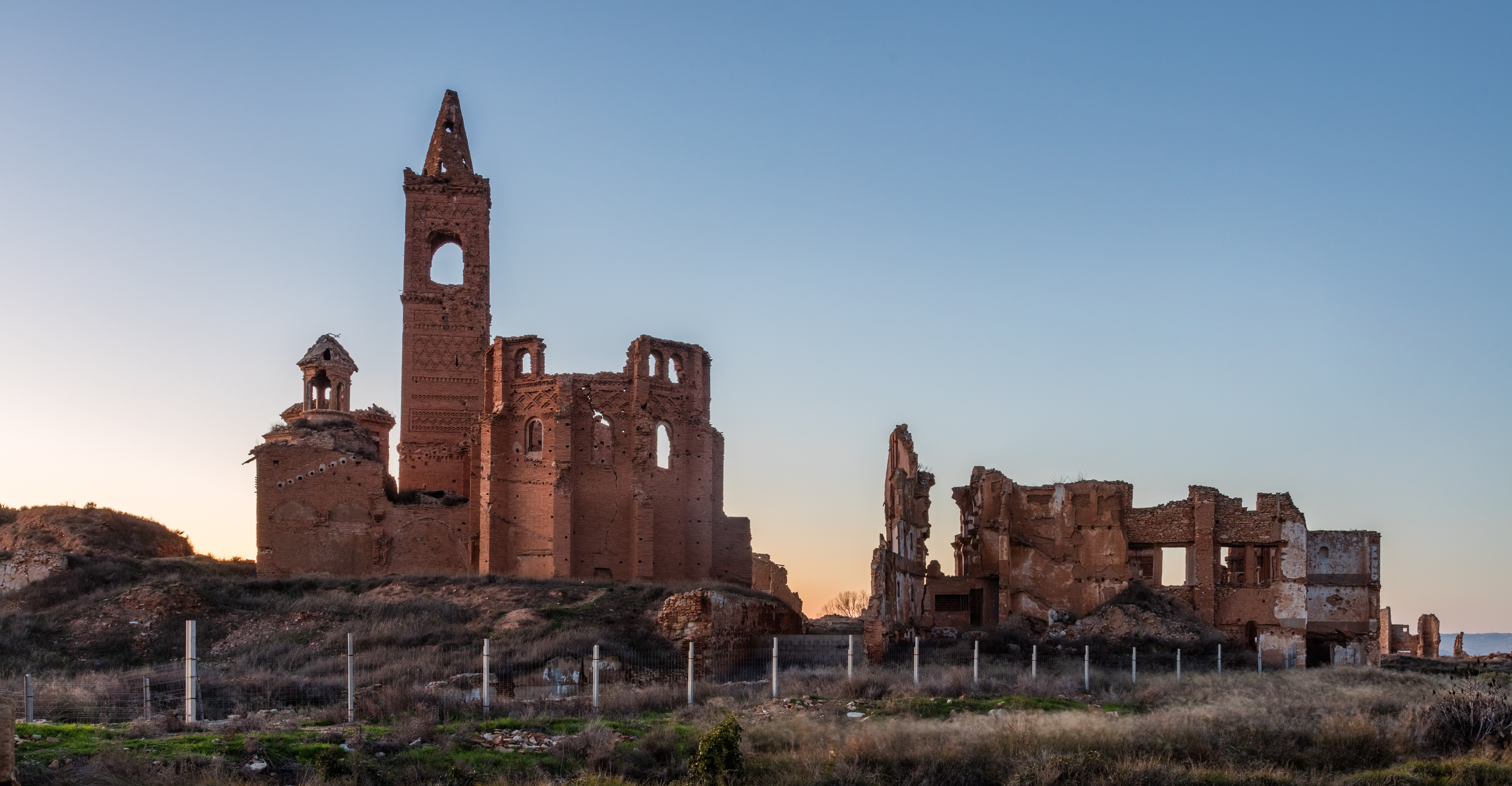
Ruinen der Stadt Belchite

Die Bruderschaft von Belchite (spanisch Cofradía de Belchite) war ein Ritterorden, der 1122 von Alfons dem Krieger in Belchite gegründet wurde, mit dem Ziel, die Reconquista im Süden des Königreichs voranzutreiben. Je nach Quelle wurde die Bruderschaft allerdings 1136 wieder aufgelöst bzw. in den Templerorden eingegliedert. Der Orden gilt als eine Vorstufe zur Entstehung des Templerordens.
Manche Forscher gehen davon aus, dass die Bruderschaft eine Palme als Emblem verwendet haben könnte. Der zeitgenössische Historiker Orderic Vitalis nannte sie deshalb „Fratres de Palmis“ (übersetzt „Brüder der Palme“).
Die Bruderschaft von Belchite wurde mit der dänischen Bruderschaft verglichen, die um 1151 von Wetheman († um 1179) gegründet wurde. Beide stellten eine lokale Ausprägung der neuen Kreuzzugsideologie dar.

## Organisation
Die Mitglieder konnten sich für eine bestimmte Zeit verpflichten, was in der damaligen Zeit ein Novum war. Sie gelobten, „niemals in Frieden mit den Heiden zu leben, sondern ihr ganzes Leben dem Kampf gegen sie zu widmen“ Als König Alfons VII. die Charta der Bruderschaft bestätigte, legte er fest, dass die Bruderschaft „zur Verteidigung der Christen und zur Unterdrückung der Sarazenen“ bestand.
Die Mitglieder der Bruderschaft von Belchite wurden immaterielle Ablässen gewährt, die denen des Ersten Kreuzzuges ähnelten. Auf diese Weise wurden denjenigen, die sich auf Lebenszeit der Belchiten-Bruderschaft anschlossen, alle Sündenstrafen erlassen. Anderen Mitglieder der Bruderschaft, welche nur eine begrenzte Zeit in der Bruderschaft dienten, wurde abhängig von der verpflichteten Zeit Ablass gewährt. Wenn sie beispielsweise einen Monat lang dem Orden dienten, wurde ihnen die Vorschrift der freitäglichen Enthaltsamkeit und des Fastens für ein ganzes Jahr erlassen. Geringfügige Ablässe wurden auch denjenigen gewährt, die dem Orden Ausrüstung oder andere Ressourcen spendeten, und sogar denjenigen, die für Spenden warben, indem sie die Militärbruderschaft bekannt machten und um Almosen für sie baten. So wurde der Spender für eine Spende von zwölf Dineros von den Verpflichtungen der Fastenzeit befreit. Der gewährte Ablass entsprach jenem, der bereits für die Kreuzzug auf die Balearen (1113–1115) sowie für die Eroberung von Saragossa (1118–1120) gewährt worden war. Das eroberte Land wurde ohne weitere Abgaben wie das königliche Fünftel, welches besagte, dass 20 % aller Gewinne aus dem Krieg an den König abgegeben werden muss, dem Orden unterstellt.
Das Land, das sie nach der Eroberung kolonisierten, war im Auftrag „per deum“ (von Gott) und „inde deo serviant“ (im Dienste Gottes). Sie wählte ihr eigenes Oberhaupt, welches den Titel „princeps“ bzw. „rector“ trug, und beschäftigten zwei Kaufleute, die von allen Zöllen und Abgaben befreit waren. Außerdem durften die Mitglieder über Streitfälle urteilen, die von Außenstehenden gegen ein Mitglied vorgebracht wurden und waren so unabhängig vom weltlichen Gericht.

## Geschichte
Im Jahr 1117 eroberte Alfons I. die Stadt Belchite, die etwa 35 Kilometer südöstlich seines Hauptziels Saragossa lag. Die Stadt kapitulierte am 18. Dezember 1118. In den folgenden Jahren konzentrierte sich Alfons auf die Sicherung dieser Eroberungen; erst 1122 gründete er in Belchite eine Ritterbruderschaft. Historiker wie Peter Schickl vermuten, dass Alfons eine internationale Kreuzzugsbewegung nach dem Vorbild militärischer Orden vorschwebte, wie auch sein Testament nahelegt. Die Gründungsurkunde der Bruderschaft von Belchite ist nicht erhalten, wohl aber die des ähnlich ausgerichteten Ordens von Monreal, den Alfons 1128 ins Leben rief. Bekannt ist, dass die Gründung der Bruderschaft von führenden Bischöfen Spaniens bezeugt wurde: Bernard de Sedirac, Oleguer, Diego Gelmírez und Guy de Lescar.
Am 4. Oktober 1136 fand in Burgos eine von Alfons VII. einberufene Synode statt, die auf dessen Bitte hin einen Ablass für all jene gewährte, die die Bruderschaft von Belchite unterstützt hatten. An der Versammlung nahmen drei Erzbischöfe – Raymond von Toldeo, Diego Gelmírez und Paio Mendes –, zwanzig Bischöfe, neun Äbte sowie der päpstliche Legat Guido Pisano teil.
Die Gleichsetzung von Reconquista und Kreuzzug beruhte auf der Idee, einen Weg nach Jerusalem über Spanien und Nordafrika zu eröffnen. In diesem Zusammenhang wurde die Bruderschaft von Belchite ausdrücklich mit den Johannitern und den Templern verglichen.
José Lacarra vermutet, dass die Bruderschaft später in den Templerorden aufging, wenngleich keine Belege für ein Fortbestehen über das Jahr 1136 hinaus existieren. Wahrscheinlich war die Bruderschaft bereits zum Zeitpunkt des Testaments von Alfons I. (1134) aufgelöst, sodass die Bestätigungsurkunde von 1136 als politisches Instrument im aragonesischen Erbfolgestreit diente. Alfons VII. unterstützte den Gedanken eines christlichen Ritterordens in Spanien, zog allerdings spanische Orden denen aus Palästina vor. Im Jahr 1143 kam es zu einem Vergleich, in dessen Rahmen Raimund Berengar IV. die Burg Belchite den Templern überließ, „so wie sie sich mit ihrem Herrn Lope Sanz, der 1136 als Princeps und Rektor der Bruderschaft fungierte, am besten einigen konnten“.

## Beziehung zum islamischen ribāṭ
Der spanische Orientalist José Antonio Conde war der erste, der eine Verbindung zwischen den christlichen Militärorden und den islamischen Ribāṭ herstellte. 
Es erscheint sehr wahrscheinlich, dass sich aus diesen „Rábitos“ sowohl in Spanien als auch bei den Christen im Osten die Idee der militärischen Orden entwickelte, die sich durch ihre Tapferkeit und die herausragenden Dienste, die sie der Christenheit erwiesen, auszeichneten. Beide Institutionen wiesen große Ähnlichkeiten auf.
In seinem Werk über die spanische Geschichtsschreibung (1954) schlägt auch Américo Castro vor, „dass die mittelalterlichen christlichen Militärorden von kämpfenden religiösen Männern nach dem Vorbild der islamischen ribāṭ entstanden sind“. Dieser Ansatz wurde jedoch von Joseph O’Callaghan (1959) mangels positiver Belege abgelehnt, bevor er von Thomas Glick und Oriol Pi-Sunyer als klassisches Beispiel für mittelalterliche Akkulturation durch Stimulus- oder Ideendiffusion aufgegriffen wurde.
Elena Lourie vertritt die Auffassung, dass das Konzept des zeitweiligen Dienstes, das der christlichen Vorstellung von Berufung fremd ist, jedoch den Kern der Regel von Belchite von 1122 bildet (die in der überarbeiteten Fassung von 1136 mit Änderungen beibehalten wurde), nur aus dem islamischen Ribāṭ übernommen sein kann. Bereits die Bestätigungsurkunde von 1136 zeigt eine Verlagerung des Schwerpunkts auf die ständigen Mitglieder. Der Rangunterschied zwischen den ständigen und den zeitweiligen Mitgliedern der Templer verdeutlicht nach Lourie, dass Letztere sich weiter von islamischen Vorbildern entfernt und stärker an der christlichen monastischen Tradition orientieren. Belchite stellt somit ein „Zwischenhaus“ zwischen städtischen Bruderschaften, monastischen Orden und dem Ribāṭ dar.

Alain Demburger geht, mit Verweis auf ethnologische Erkenntnisse zur grenzübergreifenden Nachahmung, davon aus, dass der Orden das Ribāṭ in veränderter Form übernommen hat. Damit widerspricht er direkt der Theorie, dass die Templer und andere Ritterorden direkt aus den klösterlichen Orden wie den Zisterzinser entstanden, sondern durch Zwischenformen, wie der Bruderschaft von Belchite stark geprägt wurden und die Vorlagen modifizierte.
Grob gesagt wird es dem Ethnohistoriker Beweis genug für die Ausbreitung eines Modells sein, wenn gleichartige, gleichartig untereinander verbundene Merkmale sich auf beiden Seiten einer Grenze finden.